# Patrick Fitzgerald
Pour les articles homonymes, voir Fitzgerald.
Patrick Fitzgerald (né le 22 décembre 1960) est un procureur américain basé à Chicago, qui travaille pour le United States District Court for the Northern District of Illinois (en) ainsi que pour le U.S. Department of Justice Office of Special Counsel (en), chargé des enquêtes sur les fonctionnaires fédéraux.

## Terrorisme, corruption, trafic de drogue et autres affaires
D'origine américano-irlandaise et ayant grandi à Brooklyn, il obtint son diplôme de juris doctor en 1985 à la Harvard Law School.
Fitzgerald a été surnommé Eliot Ness pour son caractère incorruptible. Alors qu'il était Assistant United States Attorney à New York, il a participé à l'enquête contre le parrain de la drogue John Gambino. En 1994, il était aussi chargé du procès contre Sheikh Omar Abdel Rahman et autres inculpés pour l'attentat du World Trade Center de 1993. Il fut également conseil dans les enquêtes sur les attentats contre les ambassades américaines en Afrique de 1998, au Kenya et en Tanzanie.
Nommé à Chicago le 1er septembre 2001 (la nomination fut confirmée par le Sénat en octobre), il mena des campagnes contre la corruption de la municipalité, fief du Parti démocrate. Il a ainsi ciblé lors de ses enquêtes le gouverneur de l'Illinois George Ryan, condamné en avril 2006 pour corruption ; le magnat de la presse Conrad Black, condamné en 2007 ; divers assistants du maire de Chicago Richard Daley dans le Hired Truck Program (en) ; et le détective Jon Burge (en), accusé de faits de torture. Dirigeant l'enquête Operation Crooked Code (en), il a aussi inculpé le gouverneur de l'Illinois Rod Blagojevich, qui fut arrêté en décembre 2008 avant d'être (partiellement) condamné. 

## Affaire Valerie Plame
En 2005, il mène une enquête pour Forfaiture contre Lewis Libby, le bras droit de Dick Cheney, vice-président de George W. Bush, qui a révélé l'appartenance à la CIA de l'épouse d'un diplomate des États-Unis (affaire Plame-Wilson). Ce diplomate, Joseph C. Wilson, avait révélé les mensonges des faucons de l'entourage du président des États-Unis d'Amérique au moment de l'invasion de l'Irak.

## Enquête sur les milieux anti-guerre
En 2011, il dirige l'enquête du FBI contre des militants de gauche proches du mouvement anti-guerre. Ceux-ci sont défendus, entre autres, par l'avocat Michael Deutsch, qui avait défendu les plaignants lors du procès en 2004 concernant la mutinerie de la prison d'Attica. 23 personnes, dont l'activiste pacifiste Tom Burke, ont fait l'objet de subpoenas délivrés par le FBI, qui les soupçonnent d'avoir aidé des organisations palestiniennes, libanaises et colombiennes illégales aux États-Unis, notamment le FPLP, le Hezbollah et les FARC. 
Des raids ont été organisés contre le domicile de militants à Chicago et Minneapolis le 24 septembre 2010, tandis que divers militants, notamment en Caroline du Nord et en Californie, ont été interrogés par le FBI. À Minneapolis, le domicile du cuisinier Mick Kelly, membre des Teamsters et proche du groupe Freedom Road Socialist Organization (en), a ainsi fait l'objet d'une perquisition, au cours de laquelle le FBI a laissé des documents, apparemment par erreur, évoquant une Operation Order . Le couple Weiner et Iosbacker, à Chicago, a également été visé, ainsi que Hatem Abudayyeh, directeur de l'Arab American Action Network (en) .
Plusieurs syndicalistes, notamment du Service Employees International Union et de l'American Federation of State, County and Municipal Employees, soutiennent les cibles de l'enquête. Un Comité a été organisé, qui soutient, outre les cibles de cette enquête, l'ex-militants des Brown Berets Carlos Montes (en).

## Autres
Il mène aussi l'enquête en 2006 contre le groupe warez Risciso (en), l'un des volets de l'Operation Site Down (en) menée par le FBI contre la contrefaçon sur Internet.
Une réédition du livre de Peter Lance (en), Triple Cross, a provoqué la colère du procureur qui serait accusé d'avoir « délibérément induit en erreur les tribunaux et le public » dans différents événements liés au terrorisme.